# Jacob Montes
Jacob Christian Montes Hoff (Lake Worth, 20 ottobre 1998) è un calciatore nicaraguense con cittadinanza statunitense, centrocampista dell'RWDM47 e della nazionale nicaraguense.

## Biografia
È nato negli Stati Uniti da madre statunitense e padre nicaraguense.

## Caratteristiche tecniche
Gioca come trequartista.

## Carriera

### Club
Montes ha iniziato la sua carriera calcistica con il Florida Prep Academy. Fra il 2015 ed il 2016 ha effettuato dei provini con Manchester Utd e Borussia Dortmund, per poi entrare a far parte dell'Academy dei Portland Timbers. Ha esordito con la squadra riserve il 26 marzo 2017 nell'incontro di United Soccer League perso 2-1 contro il Real Monarchs. Dopo una sola stagione ha deciso di iscriversi all'Università di Georgetown, dove ha giocato per tre stagioni con la squadra locale dei Georgetown Hoyas. In questo lasso di tempo ha anche giocato alcuni incontri con il Treasure Coast Tritons in USL League Two.
Nel marzo del 2021 ha comunicato l'intenzione di non voler giocare in MLS e il 25 maggio è stato acquistato dal Crystal Palace, che poche settimane dopo lo ha ceduto in prestito al Waasland-Beveren. Ha debuttato nel calcio belga il 12 settembre nell'incontro di Tweede klasse perso 2-0 contro il Westerlo e il 3 ottobre ha segnato il suo primo gol decidendo al 90' la partita contro il Virton vinta per 4-3 dopo essere stati sotto di tre reti. A causa dello scarso impiego nel mese di gennaio è stato richiamato e prestato all'RWDM47 fino a giugno.
Il 12 agosto 2022 ha firmato un biennale con il Botafogo.

### Nazionale
Nel 2016 ha giocato un incontro amichevole con gli Stati Uniti Under-19.
Il 10 giugno 2023 ha debuttato con la nazionale nicaraguense nell'amichevole perso 3-2 contro Panama. Ha segnato il suo primo gol il 12 settembre seguente, nell'incontro di CONCACAF Nations League vinto 5-1 contro Barbados.

## Statistiche

### Presenze e reti nei club
Statistiche aggiornate al 25 aprile 2024.
| Stagione        | Squadra                | Campionato      | Campionato | Campionato | Coppe nazionali | Coppe nazionali | Coppe nazionali | Coppe continentali | Coppe continentali | Coppe continentali | Altre coppe | Altre coppe | Altre coppe | Totale | Totale | Totale |
| Stagione        | Squadra                | Comp            | Pres       | Reti       | Comp            | Pres            | Reti            | Comp               | Pres               | Reti               | Comp        | Pres        | Reti        | Pres   | Reti   |        |
| --------------- | ---------------------- | --------------- | ---------- | ---------- | --------------- | --------------- | --------------- | ------------------ | ------------------ | ------------------ | ----------- | ----------- | ----------- | ------ | ------ | ------ |
| 2017            | Portland Timbers 2     | USL             | 8          | 0          |                 | -               | -               |                    | -                  | -                  |             | -           | -           | 8      | 0      |        |
| 2018            | Treasure Coast Tritons | USL PDL         | 6          | 0          |                 | -               | -               |                    | -                  | -                  |             | -           | -           | 6      | 0      |        |
| 2019            | Treasure Coast Tritons | USL 2           | 6          | 0          |                 | -               | -               |                    | -                  | -                  |             | -           | -           | 6      | 0      |        |
| 2021-gen. 2022  | Waasland-Beveren       | D2              | 9          | 1          | CB              | 0               | 0               |                    | -                  | -                  |             | -           | -           | 9      | 1      |        |
| gen.-giu. 2022  | RWDM47                 | D2              | 1          | 0          | CB              | 0               | 0               |                    | -                  | -                  |             | -           | -           | 1      | 0      |        |
| 2022            | Botafogo               | A/RJ+A          | 0+3        | 0          | CB              | 0               | 0               |                    | -                  | -                  |             | -           | -           | 3      | 0      |        |
| 2023            | Botafogo               | A/RJ+A          | 0          | 0          | CB              | 0               | 0               | CS                 | 0                  | 0                  |             | -           | -           | 0      | 0      |        |
| 2024            | Botafogo               | A/RJ+A          | 2+1        | 0+1        | CB              | 0               | 0               | CL                 | 0                  | 0                  |             | -           | -           | 3      | 1      |        |
| Totale carriera | Totale carriera        | Totale carriera | 36         | 2          |                 | 0               | 0               |                    | 0                  | 0                  |             | -           | -           | 36     | 2      |        |

### Cronologia presenze e reti in nazionale
| Cronologia completa delle presenze e delle reti in nazionale ― Nicaragua | Cronologia completa delle presenze e delle reti in nazionale ― Nicaragua | Cronologia completa delle presenze e delle reti in nazionale ― Nicaragua | Cronologia completa delle presenze e delle reti in nazionale ― Nicaragua | Cronologia completa delle presenze e delle reti in nazionale ― Nicaragua | Cronologia completa delle presenze e delle reti in nazionale ― Nicaragua | Cronologia completa delle presenze e delle reti in nazionale ― Nicaragua | Cronologia completa delle presenze e delle reti in nazionale ― Nicaragua |
| Data                                                                     | Città                                                                    | In casa                                                                  | Risultato                                                                | Ospiti                                                                   | Competizione                                                             | Reti                                                                     | Note                                                                     |
| ------------------------------------------------------------------------ | ------------------------------------------------------------------------ | ------------------------------------------------------------------------ | ------------------------------------------------------------------------ | ------------------------------------------------------------------------ | ------------------------------------------------------------------------ | ------------------------------------------------------------------------ | ------------------------------------------------------------------------ |
| 10-6-2023                                                                | Penonomé                                                                 | Panama                                                                   | 3 – 2                                                                    | Nicaragua                                                                | Amichevole                                                               | -                                                                        | 74’                                                                      |
| 18-6-2023                                                                | Asunción                                                                 | Paraguay                                                                 | 2 – 0                                                                    | Nicaragua                                                                | Amichevole                                                               | -                                                                        | 46’                                                                      |
| 8-9-2023                                                                 | Santo Domingo                                                            | Rep. Dominicana                                                          | 0 – 2                                                                    | Nicaragua                                                                | CONCACAF Nations League 2023-2024                                        | -                                                                        | 68’                                                                      |
| 11-9-2023                                                                | Managua                                                                  | Nicaragua                                                                | 5 – 1                                                                    | Barbados                                                                 | CONCACAF Nations League 2023-2024                                        | 1                                                                        | 66’                                                                      |
| 13-10-2023                                                               | Bridgetown                                                               | Montserrat                                                               | 0 – 3                                                                    | Nicaragua                                                                | CONCACAF Nations League 2023-2024                                        | 1                                                                        | 84’                                                                      |
| 16-10-2023                                                               | Managua                                                                  | Nicaragua                                                                | 3 – 0                                                                    | Montserrat                                                               | CONCACAF Nations League 2023-2024                                        | -                                                                        | 46’                                                                      |
| 17-11-2023                                                               | Bridgetown                                                               | Barbados                                                                 | 0 – 4                                                                    | Nicaragua                                                                | CONCACAF Nations League 2023-2024                                        | 1                                                                        | 70’                                                                      |
| Totale                                                                   |                                                                          | Presenze                                                                 | 7                                                                        |                                                                          | Reti                                                                     | 3                                                                        |                                                                          |